# 卡美拉對深海怪獸吉古拉
《卡美拉對深海怪獸吉古拉》是1971年上映的日本電影，卡美拉系列電影的第七部。

## 登場怪獸
- 卡美拉
- 吉古拉
- 身長:80m
- 體重:75噸

## 演員
- 石川健一：坂上也寸志
- ヘレン・ウォレス：グロリア・ゾーナ
- 菅原ちか子：八並映子

## 製作人員
- 導演：湯浅憲明
- 企画：斉藤米二郎
- 編劇：高橋二三
- 美術：矢野友久
- 音樂：菊池俊輔